# Uvariopsis pedunculosa
Uvariopsis pedunculosa là loài thực vật có hoa thuộc họ Na. Loài này được (Diels) Robyns & Ghesq. miêu tả khoa học đầu tiên năm 1933.